# Kelly Rowan
Kelly Rowan es una actriz canadiense nacida en Ottawa el 26 de octubre de 1965, conocida por su papel de Kirsten Cohen en The OC.
Rowan empezó su carrera en 1980. Apareciendo en películas como Hook, Tango para tres (Three to Tango), y A Girl Thing, Rowan era conocida en televisión, pero mucha gente no sabía su nombre, hasta que apareció en series como The Outer Limits, Da Vinci's Inquest, CSI: Crime Scene Investigation y Dallas.
En 2002, Rowan aparece en tres episodios de Boomtown, interpretando a Marian. Ese mismo año, fue escogida en el reparto de la serie de la cadena FOX, llamado The OC.

## Filmografía

### Cine
| Año  | Título                          | Rol              | Notas           |
| ---- | ------------------------------- | ---------------- | --------------- |
| 1985 | My Pet Monster                  | Stephanie        |                 |
| 1987 | The Gate                        | Lori Lee         |                 |
| 1989 | The Long Road Home              | Cynthia          |                 |
| 1991 | Hook                            | Madre de Peter   |                 |
| 1995 | Candyman: Farewell to the Flesh | Annie Tarrant    |                 |
| 1995 | Assassins                       | Jennifer         |                 |
| 1996 | Mocking the Cosmos              | Lydia / Lydathia | Cortometraje    |
| 1997 | One Eight Seven                 | Ellen Henry      |                 |
| 1999 | Three to Tango                  | Olivia Newman    |                 |
| 2001 | Proximity                       | Anne Conroy      |                 |
| 2001 | Jet Boy                         | Erin             |                 |
| 2002 | Greenmail                       | Ashley Pryor     | Direct-to-video |
| 2006 | Mount Pleasant                  | Anne Burrows     |                 |
| 2008 | Jack and Jill vs. the World     | Kate             |                 |
| 2012 | Rufus                           | Jennifer Wade    |                 |

### Televisión
| Año       | Título                                     | Rol                                    | Notas                                            |
| --------- | ------------------------------------------ | -------------------------------------- | ------------------------------------------------ |
| 1984      | Hangin' In                                 | Karen                                  | Episodio: "The Party"                            |
| 1986      | The Truth About Alex                       | Ellie Sanders                          | Película para televisión                         |
| 1986      | Night Heat                                 | Melissa                                | Episodio: "Trapped"                              |
| 1986      | The High Price of Passion                  | Estudiante #3                          | Película para televisión                         |
| 1987      | The Kidnapping of Baby John Doe            | Vendedora                              |                                                  |
| 1987      | Air Waves                                  |                                        | Episodio: "Dinner at Eight"                      |
| 1988      | Mount Royal                                |                                        | Episodio: "Hello Stranger"                       |
| 1988      | War of the Worlds                          | Kim                                    | Episodio: "Goliath Is My Name"                   |
| 1988      | Another World                              | Suzie Strathmore                       |                                                  |
| 1989      | Street Legal                               | Angelina                               | Episodio: "Beauties and Beasts"                  |
| 1990      | Growing Pains                              | Rachel                                 | Episodio: "Daddy Mike"                           |
| 1991      | Dallas                                     | Dana                                   | 3 episodios                                      |
| 1992      | Grave Secrets: The Legacy of Hilltop Drive | Gayla Williams                         | Película para televisión                         |
| 1992      | Exclusive                                  | Sunny                                  |                                                  |
| 1992      | Sweating Bullets                           | Julie Morrison                         | Episodio: "Ocean Park"                           |
| 1993      | Adrift                                     | Eliza Terrio                           | Película para televisión                         |
| 1995      | Black Fox: Good Men and Bad                | Hallie Russell                         |                                                  |
| 1995      | The Outer Limits                           | Isabelle Pierce                        | Episodio: "Virtual Future"                       |
| 1996–1997 | Lonesome Dove                              | Mattie Shaw                            | Elenco principal, 22 episodios                   |
| 1997      | The Burning Zone                           | Stacy                                  | Episodio: "The Last Five Pounds Are the Hardest" |
| 1997      | A Match Made in Heaven                     | Jane Cronin                            | Película para televisión                         |
| 1998      | The Outer Limits                           | Kristin                                | Episodio: "In Another Life"                      |
| 1998      | When He Didn't Come Home                   | Carolyn Blair                          | Película para televisión                         |
| 1998      | Da Vinci's Inquest                         | Michaela                               | Episodios: "Little Sister: Parts 2 and 3"        |
| 1998      | To Have & to Hold                          | Gina                                   | Episodio: "These Boots Were Made for Stalking"   |
| 1999      | Late Last Night                            | Jill                                   | Película para televisión                         |
| 1999      | Chicken Soup for the Soul                  | Mamá                                   | Episodio: "The Handwriting on the Wall"          |
| 1999      | Anya's Bell                                | Jeanne Rhymes                          | Película para televisión                         |
| 1999      | A Crime of Passion                         | Marci Elias                            | Película para televisión                         |
| 2000      | The Truth About Jane                       | Sra. Lynn Walcott                      | Película para televisión                         |
| 2000      | Scorn                                      | Sharon                                 | Película para televisión                         |
| 2001      | A Girl Thing                               | Claire                                 | Película para televisión                         |
| 2001      | Loving Evangeline                          | Evie Shaw                              | Película para televisión                         |
| 2001      | CSI: Crime Scene Investigation             | Eileen Nelson                          | Episodio: "Slaves of Las Vegas"                  |
| 2002      | Rag and Bone                               | Karen Toms                             | Película para televisión                         |
| 2002      | The Man Who Saved Christmas                | Mary                                   | Película para televisión                         |
| 2002–2003 | Boomtown                                   | Marian McNorris                        | 4 episodios                                      |
| 2003–2007 | The O. C.                                  | Kirsten Cohen                          | Elenco principal, 92 episodios                   |
| 2005      | Still I Long for Your Kiss                 |                                        | Video musical                                    |
| 2006      | Eight Days to Live                         | Teresa Spring                          | Película para televisión                         |
| 2007      | In God's Country                           | Judith Leavitt                         | Película para televisión                         |
| 2009      | CSI: Miami                                 | Katherine Faber                        | Episodio: "Divorce Party"                        |
| 2009      | The Good Times Are Killing Me              | Kate Derby                             | Película para televisión                         |
| 2010      | Flashpoint                                 | Maggie Perrello                        | Episodio: "Severed Ties"                         |
| 2011      | Cyberbully                                 | Kris Hillridge                         | Película para televisión                         |
| 2012–2015 | Perception                                 | Natalie Vincent / Dr. Caroline Newsome | Rol principal                                    |
| 2015      | Castle                                     | Dean Feller                            | Episodio: "PhDead"                               |
| 2015      | Murdoch Mysteries                          | Srta. Millicent McGowan                | Episodio: "A Merry Murdoch Christmas"            |
| 2016      | Tulips in Spring                           | Caroline                               | Película para televisión                         |

- Datos: Q235607
- Multimedia: Kelly Rowan / Q235607